# International Women's Open 2003
L'International Women's Open 2003 è stato un torneo di tennis giocato sull'erba. 
È stata la 29ª edizione del torneo di Eastbourne, che fa parte della categoria Tier II nell'ambito del WTA Tour 2003. 
Si è giocato a Eastbourne in Inghilterra, dal 16 al 21 giugno 2003.

## Campionesse

### Singolare
Chanda Rubin ha battuto in finale  Conchita Martínez con il punteggio di 6–4, 3–6, 6–4

### Doppio
Lindsay Davenport /  Lisa Raymond hanno battuto in finale  Jennifer Capriati /  Magüi Serna con il punteggio di 6–3, 6–2